# 千燈岳
千燈岳（せんどうだけ、せんとうだけ）は、大分県国東市にある山。千灯岳とも表記する。標高605.8m。

## 概要
大分県北東部にある国東半島の東部に位置する山で、山容は整った三角錐形をしている。1962年（昭和37年）11月3日に選定された大分百景に選ばれている。
千燈岳の名は、六郷満山の中心的寺院のひとつで、この山の中腹にあった千燈寺に由来している。千燈寺という寺号は、仁聞が寺近くの五辻岩屋で修行をしていると、東北海の龍王がその徳に感じて千の燈を献じたことから名付けられたとされる。現在、千燈寺は山麓に移転しているが、千燈岳の中腹には旧千燈寺跡が残っている。旧千燈寺跡は一時は荒廃していたが、近年、旧千燈寺跡を含む千燈岳及び不動山一帯が六郷満山ふれあい森林公園として整備されている。
南北に長い山頂からは、北に姫島、周防灘、南に両子山、文珠山などの国東半島の山々を望むことができる。